# Bayou La Batre
Bayou La Batre é uma cidade localizada no estado americano do Alabama, no Condado de Mobile.

## Demografia
Segundo o censo americano de 2000, a sua população era de 2313 habitantes. 
Em 2006, foi estimada uma população de 2745, um aumento de 432 (18.7%).

## Geografia
De acordo com o United States Census Bureau, a localidade tem uma área de 10,8 km², dos quais 10,4 km² cobertos por terra e 0,4 km² cobertos por água.
Bayou La Batre é citada no filme Forrest Gump como a cidade natal do personagem Benjamin Buford "Bubba" Blue (Mykelti Williamson).

## Localidades na vizinhança
O diagrama seguinte representa as localidades num raio de 32 km ao redor de Bayou La Batre. 